# 鍊珠䗉螺
鍊珠䗉螺（学名：Umbonium moniliferum），又名疣䗉，为鐘螺科䗉螺屬下的一个种。